# Железнодорожная станция Кветты
Кветта — станция и главный железнодорожный вокзал города Кветта. Действует в дальнем сообщении. Является главной станцией на железнодорожной линии Рохри-Чаман и восточной конечной станцией железнодорожной линии Кветта-Тафтан.

## История
Кветта считалась стратегическим городом во времена Британской Индии. Станция была построена вместе со стратегической железнодорожной линией, построенной компанией Scinde, Punjab & Delhi Railway. Строительство началось в 1881 году и было окончено в 1887 году, и к тому времени став частью Северо-Западной государственной железной дороги. Кветта всегда считалась важным стратегическим форпостом, поскольку Британская империя опасалась, что Российская империя может продвинуться через Афганистан в Кветту, тем самым угрожая её господству в Южной Азии. 
В 1857 году Уильям Эндрю (председатель компании Scinde, Punjab & Delhi Railway) предложил идею строительства железной дороги через перевал Болан. 18 сентября 1879 года начались работы по прокладке железнодорожных путей, и через четыре месяца первые 215 километров линии от Рука до Сиби были построены и стали функционировать в январе 1881 года. За городом Сиби строительство было тяжело осуществлять из-за рельефа местности. После преодоления огромных трудностей и суровых погодных условий железнодорожная линия достигла Кветты в марте 1887 года.
Взрыв на вокзале
9 ноября 2024 года на вокзале произошёл  теракт. Погибло 32 человека, более 50 ранены